# Autobusna linija br. 230 u Zagrebu
Linija 230 (Dubrava – Granešinski Novaki) dnevna je autobusna linija u Zagrebu.
Prometuje svaki dan na trasi: Dubrava – Avenija Gojka Šuška – Ulica Rudolfa Kolaka – Novačka ulica – Dotršćinska
Povezuje Zeleni brijeg, Granešinske Novake i Gornju Dubravu s tramvajsko-autobusnim terminalom Dubrava. Linija također prolazi kod sporednog ulaza groblja Miroševac.

## Vanjske poveznice
- Vozni red linije 230

1. ↑  Datoteke u GTFS formatu. zet.hr. Pristupljeno 5. lipnja 2025. - Sadrži informacije tijela javne vlasti u skladu s Otvorenom dozvolom